# Бездна (рассказ)
«Бездна» — нашумевший рассказ Леонида Андреева. Произведение было написано в конце 1901 года. 

## Сюжет
Студент Немовецкий гуляет по полям со своей возлюбленной, семнадцатилетней Зиной. Постепенно темнеет и выясняется, что молодые люди заблудились. Они несколько раз встречают по дороге грязных бродяг, а затем оказываются в лесу, где на них нападают трое выпивших мужчин. Зина убегает, а Немовецкий пытается дать отпор, однако нападающие без труда избивают его, оставляют в яме без сознания и устремляются за девушкой. Они ловят её и насилуют. 
Той же ночью герой приходит в себя и начинает искать Зину. Немовецкий вскоре выходит к тому месту, где лежит голое тело возлюбленной. Зина жива, но без сознания. В состоянии нервного срыва он начинает прикасаться к ней, шептать слова любви, целовать и… «чёрная бездна поглотила его».

## Реакция общественности и критиков
Постепенно шум вокруг «Бездны» приобрёл значение литературно-общественного скандала. Это заставило автора выступить в печати с объяснениями намерений и идейного замысла произведения. Просьба писателя помнить свои корни и строить жизнь с оглядкой на это вызвала ещё больший скандал. Позднее для успокоения читателей Леонид Андреев обещал написать «Антибездну», однако этого не произошло.

## Факты
- В редакции журналов «Курьер», «Одесские новости» и «Волынь» приходили письма с подписями «Немовецкий», «Жена Немовецкого» и «Босяки». Ответственность за первую подпись взял сам Леонид Андреев, за последующие — В. Жаботинский и автор под псевдонимом «Омега».
- Иван Бунин и Максим Горький дали рассказу самые лестные оценки. Лев Толстой, напротив, остался огорченным. Последнее тяжело переживал и сам Андреев. Ему казалось, что «Бездна» родственно близка «Крейцеровой сонате».
- Андреев любил говорить в шутку, что будет писать на заборах: «Будьте любезны — не читайте „Бездны“!»
- Интерес к «Бездне» в критике снова возвращается, когда в конце 1902 года Андреев публикует рассказ «В тумане».

## Экранизации
- В 1989 году режиссёром Владимиром Уфимцевым был снят короткометражный фильм «Зверь ликующий» по мотивам рассказа «Бездна» (в главных ролях — Елена Костицына и Евгений Миронов).
- В 1995 году режиссёром и сценаристом Еленой Маликовой был снят короткометражный фильм «Бездна» по мотивам одноимённого рассказа.
- В 2009 году в СПбГУКиТе режиссёр Илья Северов снял короткометражный фильм «Бездна» по мотивам одноимённого рассказа (сценарий Алексея Дмитриева). В главных ролях — Олеся Соколова и Валентин Люненко.